# Hamza Al-Dahdouh
Hamza Wael Hamdan Ibrahim Al-Dahdouh (en árabe: حمزة وائل حمدان إبراهيم الدحدوح‎; Gaza, 10 de julio de 1996 - Jan Yunis, 7 de enero de 2024) fue un periodista palestino que trabajaba para Al Jazeera. Fue asesinado durante la guerra de Gaza en un ataque con un avión no tripulado israelí que tuvo como objetivo vehículos en los que viajaba un grupo de periodistas que se dirigían a filmar las consecuencias de un ataque israelí a una casa que tuvo lugar un día antes.

## Biografía
Nacido en la ciudad de Gaza el 10 de julio de 1996, hijo de Wael Al-Dahdouh y Amina, obtuvo una licenciatura en tecnología de medios y comunicación por la Escuela Universitaria de Ciencias Aplicadas. Hamza se unió a la oficina de Al Jazeera en Gaza durante la guerra, trabajando como asistente de cámara y productor de campo y a veces trabajó como autónomo para otras empresas de medios. Se casó en 2022, casi dos años antes de su muerte.

### Muerte
El 7 de enero de 2024, Hamza y un periodista independiente llamado Mustafa Thuraya se unieron a un grupo de más de diez periodistas que estaban filmando las consecuencias de un ataque israelí contra la casa de la familia Abu al-Naja que ocurrió un día antes, el 6 de enero, en Al-Nasr, una aldea al norte de Rafah, un área designada como «zona humanitaria segura» por el ejército israelí. Según explicaron Ahmed al-Bursh y Yasser Qudih, dos de los más de diez periodistas que filmaron el lugar ese mismo día, Thuraya utilizó un dron comercial que volaba a baja altura para filmar los efectos del ataque durante aproximadamente cuatro minutos. Cuando los periodistas abandonaban el lugar tras la filmación, el coche en el que viajaban al-Bursh y su colega Abu Amr, del canal de televisión Palestine Today, fue alcanzado por un misil lanzado desde un dron israelí. Siete minutos después, otro misil impactó el coche que iba delante del primero, en el que viajaban Hamza, Thuraya, un tercer periodista llamado Hazem Rajab y su conductor Qusai Salem. Hamza, Thuraya y Salem murieron en el ataque, mientras que Rajab resultó gravemente herido.
Hamza fue trasladado al hospital kuwaití y posteriormente enterrado en Rafah ese mismo día. En su funeral su padre, Wael Al-Dahdouh, que en otro ataque israelí en octubre perdió a su esposa Amna, su nieto Adam, su hijo Mahmoud, de 15 años y su hija, Sham, de 7 años, dijo que «Hamza no era solo parte de mí. Era mi todo. Era el alma de mi alma. Estas son lágrimas de tristeza, de pérdida. Estas son lágrimas de humanidad». «Hago un llamado al mundo a que observe de cerca lo que está sucediendo en Gaza».
Un día después, y nuevamente el 10 de enero, un representante de la Unidad del Portavoz de las FDI dijo que «un avión de las FDI identificó y atacó a un terrorista que operaba un avión que representaba una amenaza para las tropas de las FDI».  Una afirmación negada por Abu Amr, al-Bursh, Qudih y por el editor de Al-Jazeera Mohamed Moawa, quien declaró que Thuraya utilizó un dron puramente comercial para filmar cuando la presencia de las fuerzas israelíes había desaparecido y había dejado de usarlo después de que decidieron abandonar el lugar. Las FDI también afirmaron que Thuraya era comandante adjunto de escuadrón en Hamás, mientras que Al Dahdouh era miembro de la unidad de ingeniería electrónica del grupo militante Yihad Islámica Palestina y anteriormente sirvió como comandante en el Batallón Zeitun del grupo, citando un supuesto documento que contiene el nombre de Hamza en una lista de operativos del grupo. Varios expertos han rechazado la autenticidad del documento, incluido Erik Skare, autor de un libro sobre la Yihad Islámica Palestina.
Israel ha justificado el asesinato de varios periodistas afirmando que eran agentes de Hamás, ante lo que el Comité para la Protección de los Periodistas (CPJ) indica que «la táctica de señalar a periodistas como terroristas sin mostrar pruebas es cada vez más adoptada tanto por regímenes autoritarios como por países supuestamente democráticos» y que los países más mortíferos para los periodistas, entre ellos Israel, «comparten un manual común que les ayuda a eludir responsabilidades y a negar la justicia a los periodistas asesinados».
En 2024, Israel ocupó el primer puesto como el país que más asesinó a periodistas, con un total de 85 profesionales de la información muertos. Esta cifra supuso más del 70 % de las muertes de periodistas en 2024.

## Reacciones
La cadena de medios Al Jazeera condenó enérgicamente el asesinato de Hamza e instó a varias organizaciones mundiales a exigir responsabilidades a Israel por el asesinato de periodistas.
La Federación Internacional de Periodistas condenó los asesinatos. Su filial, el Sindicato de Periodistas Palestinos, también condenó los asesinatos y afirmó que la familia de Al Dahdouh había dicho a la organización que el periodista había recibido permiso militar israelí para viajar fuera de Gaza dos días antes de ser asesinado, y cuestionó el motivo de Israel detrás de los asesinatos.
El secretario de Estado de los Estados Unidos, Antony Blinken, expresó su profundo pesar por la pérdida de Wael Dahdouh: «Lamento profundamente la casi inimaginable pérdida que sufrió su colega, Wael Dahdouh. Soy padre y no puedo ni imaginar el horror que ha vivido, no una, sino dos veces».
El político británico, Tariq Ahmad, expresó la importancia de la tragedia de los asesinatos y condenó los ataques a todos los trabajadores de los medios de comunicación en su plataforma social en X (antes Twitter).
El 26 de enero, la Relatora Especial sobre la situación de los defensores de derechos humanos, Mary Lawlor, emitió una declaración en la que expresaba su preocupación por el hecho de que periodistas y otros defensores de los derechos humanos «parecen haber sido blanco directo de ataques», haciendo referencia al «ataque directo con misiles» contra el vehículo que transportaba a Al Dahdouh y Thuraya. La relatora, destacó el papel crucial de los periodistas locales debido a las restricciones impuestas a los corresponsales extranjeros en Gaza, afirmando que «su labor es vital». Expresó además su preocupación, afirmando: «Temo que estén siendo blanco de ataques como consecuencia de ello».
El 1 de febrero, expertos de la Comisión de Derechos Humanos de las Naciones Unidas expresaron su preocupación por los inquietantes informes sobre ataques a periodistas que portaban visiblemente insignias de prensa. Afirmaron que el patrón de ataques parece indicar una estrategia deliberada de las fuerzas israelíes para obstruir a los medios de comunicación y silenciar la información crítica.